# District de Chiriquí Grande
Le district de Chiriqui Grande est l'une des divisions qui composent la province de Bocas del Toro, située dans la République du Panama.

## Histoire
Le district de Chiriqui Grande a été créé par le décret-loi n°18 de décembre 1903, alors que le Panama venait de se séparer de la Colombie. Ce décret-loi a été proclamé par la junte du gouvernement provisoire de l'époque.

## Division politique
Le district se compose de six corregimientos :
- Bajo Cedro
- Chiriquí Grande
- Miramar
- Punta Peña
- Punta Robalo
- Rambala

## Données démographiques
En 2010, Chiriqui Grande avait une population de 11 016 habitants selon les données de l'Institut national de la statistique et une superficie de 208,2 km2, ce qui équivaut à une densité de population de 52,46 habitants par km2.

## Groupes ethniques
- 60,44 % Chibchas (Amérindiens)[2]
- 35,32 % métis
- 4,24 % afro-panaméens[3].

## Crédit d'auteurs
- (es) Cet article est partiellement ou en totalité issu de l’article de Wikipédia en espagnol intitulé « Distrito de Chiriquí Grande » (voir la liste des auteurs).